# Судебное поручение
Судебное поручение - процессуальное действие в гражданском, административном либо арбитражном процессе, суть которого заключается в том, что суд, рассматривающий дело, при необходимости получения доказательств, находящихся в другой местности, поручает соответствующему суду произвести определённые процессуальные действия.

## Судебные поручения в гражданском процессе
Суд, рассматривающий дело, при необходимости получения доказательств, находящихся в другом городе или районе, поручает соответствующему суду произвести определённые процессуальные действия. В определении суда о судебном поручении кратко излагается содержание рассматриваемого дела и указываются сведения о сторонах, месте их проживания или месте их нахождения; обстоятельства, подлежащие выяснению; доказательства, которые должен собрать суд, выполняющий поручение. Это определение обязательно для суда, которому оно адресовано, и должно быть выполнено в течение месяца со дня его получения. На время выполнения судебного поручения производство по делу может быть приостановлено.
Выполнение судебного поручения производится в судебном заседании по правилам, установленным гражданско-процессуальным законодательством. Лица, участвующие в деле, извещаются о времени и месте заседания, однако их неявка не является препятствием к выполнению поручения. Протоколы и все собранные при выполнении поручения доказательства немедленно пересылаются в суд, рассматривающий дело. В случае, если лица, участвующие в деле, свидетели или эксперты, давшие объяснения, показания, заключения суду, выполнявшему судебное поручение, явятся в суд, рассматривающий дело, они дают объяснения, показания, заключения в общем порядке.

## Судебные поручения в арбитражном процессе
Арбитражный суд, рассматривающий дело, в случае невозможности получения доказательств, находящихся на территории другого субъекта Российской Федерации, в специальном порядке, предусмотренном арбитражно-процессуальным законодательством, вправе поручить соответствующему арбитражному суду произвести определённые процессуальные действия. О поручении произвести определённые процессуальные действия выносится определение. В определении кратко излагается содержание рассматриваемого дела, указываются обстоятельства, подлежащие выяснению, доказательства, которые должен получить арбитражный суд, выполняющий поручение. Копия определения направляется в суд, которому дано судебное поручение. Определение о судебном поручении обязательно для арбитражного суда, которому дано поручение, и должно быть выполнено не позднее чем в десятидневный срок со дня получения копии определения.
Судебное поручение выполняется в судебном заседании арбитражного суда по правилам, установленным арбитражно-процессуальным законодательством. Лица, участвующие в деле, извещаются о времени и месте судебного заседания. Неявка указанных лиц, извещенных надлежащим образом о времени и месте судебного заседания, не является препятствием к проведению заседания, если это не противоречит существу поручения. О выполнении судебного поручения выносится определение, которое со всеми материалами, собранными при выполнении судебного поручения, немедленно пересылается в арбитражный суд, направивший судебное поручение. При невозможности выполнения судебного поручения по причинам, не зависящим от суда, на это указывается в определении. Лица, участвующие в деле, свидетели, эксперты, давшие объяснения, показания или заключения арбитражному суду, выполнявшему судебное поручение, в случае своего участия в судебном заседании арбитражного суда, рассматривающего дело, дают объяснения, показания и заключения в общем порядке.